# Verin Getashen
Verin Getashen là một đô thị thuộc tỉnh Gegharkunik, Armenia. Dân số ước tính năm 2011 là 5044 người.